# Recinto fortificado de Palau-sator
Las Recinto fortificado de Palau-sator es una antigua construcción del municipio de Palau-sator en la comarca catalana del Bajo Ampurdán perteneciente a la provincia de Gerona. Está declarada bien cultural de interés nacional.

## Historia
La muralla medieval de Palau-sator se puede datar entre los siglos XII-XVI. El elemento más antiguo es la base de la torre del tramo norte, que seguramente es de los siglos XII-XIII. La «torre de las Horas» puede datar del siglo XIV y los elementos más tardíos son del siglo XVI.

## Descripción
El pueblo de Palau-sator conserva todavía suficientes elementos de la antigua muralla medieval como para poder seguir su trazado. El recinto amurallado poseía dos portales, norte y sur. Este último es el mejor conservado, abierto en la parte baja de la «Torre de las Horas». En el ángulo suroeste de la muralla hay una torre de planta circular, ataludada en la base y que conserva las aspilleras para arma de fuego. El sector de poniente del recinto, destruido o escondido en parte por las viviendas posteriores, presenta restos del paramento, con algunas saeteras rectangulares. En el lado norte se puede observar la otra salida del recinto. Al lado de esta salida, hay una torre de planta cuadrada, seguramente el elemento más antiguo del conjunto fortificado. En este mismo sector norte se encuentra también un tramo de lienzo con aspilleras. Finalmente, la parte de levante del recinto, la más modificada, conserva sólo escasos elementos -la base de una torre y aspilleras-.